# Žajbelj
Žájbelj (znanstveno ime Salvia officinalis) je droben vednozeleni polgrmiček z olesenelimi stebli, sivkastimi listi in modrimi do škrlatnimi cvetovi. Doseže višino do 40 cm in ima številna stebla. Listi so eliptični, na krakih pecljih ali pa sedeči. Vsi nadzemni deli so prerasli z dlakastimi žleznicami, ki izločajo eterično olje - to rastlino varuje pred izsušitvijo v močnih poletnih pripekah. Ima svetlovijoličaste cvetove, kateri se na koncu stebla zbirajo v rahel grozd. Izvira iz južne Evropa in Sredozemlja. Je izjemno aromatično kuhinjsko zelišče, uporablja se ga tudi kot zdravilno zelišče.

## Rastišče
Žajbelj ima rad sončno lego, glede tal ta rastlina ni izbirčna, najraje pa ima lahka, suha, alkalna ter dobro odcedna tla. Občutljiv je na veter ter mraz. Najdemo ga po suhih predelih južne Evrope ter po obrežjih Sredozemskega morja. V Sloveniji ga lahko podivjanega zasledimo v obmorskih krajih na suhih in kamnitih tleh, oz. gojenega na domačih vrtovih in gorah.

## Rastlinske učinkovine
Žajbelj vsebuje eterično olje, čreslovine, grenke snovi, beljakovine, škrob, sluzi, smole, rudninske snovi, rastlinski strup beta tujon, ipd.

## Zgodovina
Skozi čas je žajbelj veljal za rastlino, ki človeku lahko povrne nesmrtnost. Zato je bil vedno visoko cenjen - na Kitajskem, v Perziji ter ponekod v Evropi so govorili, da se ljudje, ki v svojem vrtu gojijo žajbelj, ne morejo postarati. O visoki ceni žajblja priča že dejstvo, da so morali nizozemski trgovci plačati za en zabojček žajblja toliko, kot za tri zabojčke kitajskega čaja. Tudi samo latinsko ime, 'salvia' iz latinske besede 'salvere', kar pomeni rešiti oz. zdraviti, nakazuje na globoko spoštovanje Rimljanov do te zdravilne rastline. Za njih je bilo že samo spravilo žajblja posvečen obred, pri katerem so morali nabiralci biti oblečeni v bele tunike, ter bogovom žrtvovati kruh in vino.

## Uporaba
Žajbelj je vsestransko zelišče. Poleg uporabe v kuhinji, kjer se ga dodaja predvsem pri pripravi mesnih, fižolovih in krompirjevih jedi kot začimbo (ima namreč zelo prevladujoč okus)je izredno zdravilna rastlina, čaj iz žajblja čisti dihala, zdravi pljuča, nahod in katarje, prav tako pomaga pri mnogih kožnih boleznih ter deluje baktericidno. Poleg tega velja omeniti kot aromatičen grm, ki izredno privablja čebele. Žajbljeve liste je priporočeno nabirati tik pred cvetenjem.